# Алім Ханфенов
Ханфенов Алім Мазанович (Хьэнфэн Мэзан и къуэ Хьэлым; 10 липня 1922 року, аул Зеюко, Хабезький район, Карачаєво-Черкеська автономна область, РРФСР — 14 березня 2014) — черкеський поет. Ветеран ВВВ. Заслужений діяч культури Абхазії. Народний поет Карачаєво-Черкесії. Член спілки письменників СРСР. Почесний громадянин міста Черкеська.
Народився в селянській родині. У 1939 році закінчив учительські курси, працював учителем початкових класів в Алі-Бердуковській школі. Брав участь у Великій Вітчизняній війні. Повернувшись з війни в рідний аул, став працювати в школі, потім був запрошений до редакції газети «Черкес плъыжь» (Червона Черкесія).
Закінчив Ставропольську партійну школу, Вищі літературні курси при Літературному інституті ім. М.Горького в Москві, Державний педагогічний інститут в Карачаєвську, працюючи в черкеській газеті, а потім на радіомовленні.
У 1957 був прийнятий до Спілки письменників СРСР.
Першою віхою у творчості письменника стали вірші воєнних років: «Будинок Павлова», «Хатинь», «Індил». У 1955 році вийшла його авторська збірка «Перший крок». За ним послідували збірки «Моя любов», «Мелодія життя», «Яблунька», «Людяність», «Піонерський Салам», «Світлі почуття», «Неспокійне серце», «Строкатий камінчик», «Вірші», «Зазирни в серце», «Добрий вітерець» та інші. Вперше в черкеській літературі звернувся до інтимної лірики, але головною темою його творів є образ сучасності і сучасника, їх співвідношення до морально-філософських традицій черкеського народу. Також багато писав для дітей (вірші, оповідання, казки).
Протягом усієї творчої діяльності у нього видані 24 книги для дорослих і дітей. Активно співпрацював з центральними журналами: «Дон», «Прапор», «Дружба народів», «Нева», «Юність», а також з журналами союзних республік.